# جون ريتر (سياسي)
جون ريتر (بالإنجليزية: John Ritter)‏ هو سياسي أمريكي، ولد في 6 فبراير 1779، وتوفي في 24 نوفمبر 1851. حزبياً، نشط في الحزب الديمقراطي. وقد انتخب عضو مجلس النواب الأمريكي.